# Phoenix (curta-metragem)
Phoenix é um filme de curta-metragem brasileiro, do gênero ação, escrito e dirigido pelo cineasta Stefano Capuzzi Lapietra em 2012. Produzido pela Alfa Filmes.
O curta conta a história de um policial que precisa escolher entre três caminhos: Fingir que não viu nada, se corromper e entrar no jogo ou enfrentar a “parada” e aguentar as consequências.
Foi exibido junto com o filme Xingu, de Cao Hamburger, no 4th Brazilian Film Festival of London em 25 de setembro de 2012.

## Elenco
- Alexandre Frota... Andrade
- Carlos Vecchi... Delegado Carlos
- César Charlone... Tenente Fernandes
- Alessandro Costa... Alê

## Links
- "Phoenix" no site do 4th Brazilian Film Festival of London